# Parsua

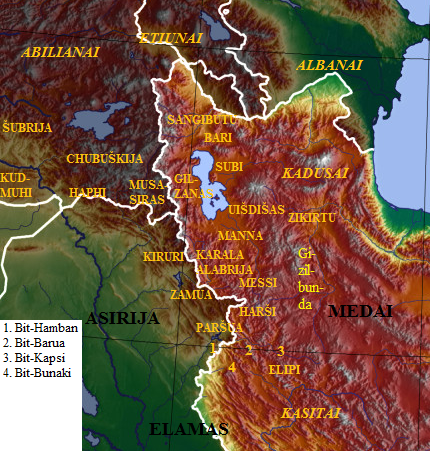
území Parsuy

Parsua (také Paršua, akkadsky Parsuaš, stará perština 𐎱𐎠𐎼𐎿) byl starověký stát v období 9.–7. století př. n. l., který se nacházel v centrálním Zagrosu, jižně od Urmijského jezera, v sousedství dalších starověkých států Zamua (Lullubi) a Ellipi, na severozápadě dnešního Íránu. Název Parsua pochází ze staroíránského Parsava, znamenající hranici, pohraničí. Stejně se nazývali i kmeny, které toto území obývaly.
Zmínky o Parsui jsou zachovány v záznamech z Asýrie a Urartu. Pravděpodobně, kupříkladu podle současného italského historika Mirja Salviniho (* 1938), zde žilo vícero kmenů se samostatnými vládci, protože v archívech Salmanassara III. je uvedeno, že měli mnoho králů.
V podstatě se o Parsui dovídáme jen díky asyrským válečným tažením na sever, např. Sargon II. zde nechal asyrskou posádku při válce proti Urartu.
Asyrský král Asarhaddon z Parsui kupoval koně pro svá vojska. Zablokování obchodní cesty mezi Ninive a Parsuou vedlo k válce mezi Novoasyrskou říší a Manneou.
V 7. století př. n. l. název Parsua ze záznamů úplně mizí, později se objevuje patrně v novějším názvu íránské provincie Fárs.